# Седов, Валентин Васильевич
Валенти́н Васи́льевич Седо́в (21 ноября 1924, Богородск — 4 октября 2004, Москва) — советский и российский археолог-славист, заведующий отделом полевых исследований Института археологии РАН, доктор исторических наук, профессор, действительный член РАН (2003) и академик АН Латвии (1994).

## Биография
Родился 21 ноября 1924 года в городе Богородске (с 1930 — Ногинск) Московской губернии в семье Василия Васильевича и Анны Фоминичны Седовых, рабочих на Истомкинской текстильной фабрике.
После окончания школы в 1941 году поступил в Московский авиационный институт. Участник Великой Отечественной войны, летом 1942 года зачислен в Гомельское военно-пехотное училище; в ноябре отправлен на фронт. Был командиром стрелкового и пулемётного отделений на Сталинградском, Южном, Степном, 1-м Украинском, 1-м Белорусском и Прибалтийском фронтах, участвовал в войне с Японией. За боевые заслуги награждён орденом Красной Звезды и медалью «За боевые заслуги».
Исторической наукой заинтересовался в конце 1945 года в Харбине, когда ему удалось ознакомиться с книгами из библиотек русских эмигрантов, многие из которых не были доступны в СССР. После демобилизации поступил на исторический факультет МГУ. Окончив обучение на кафедре археологии в 1951 году, был принят в аспирантуру Института археологии (в те годы — Института истории материальной культуры).
Супруга — доктор исторических наук М. В. Седова (1930—2004), дочь поэта Владимира Луговского. Сын — Владимир Валентинович Седов (род. 1960) — доктор искусствоведения (1997), член-корреспондент РАН (2011), специалист в области истории архитектуры Новгорода и Пскова.
Умер 4 октября 2004 года, похоронен на Троекуровском кладбище в Москве.

## Научная деятельность

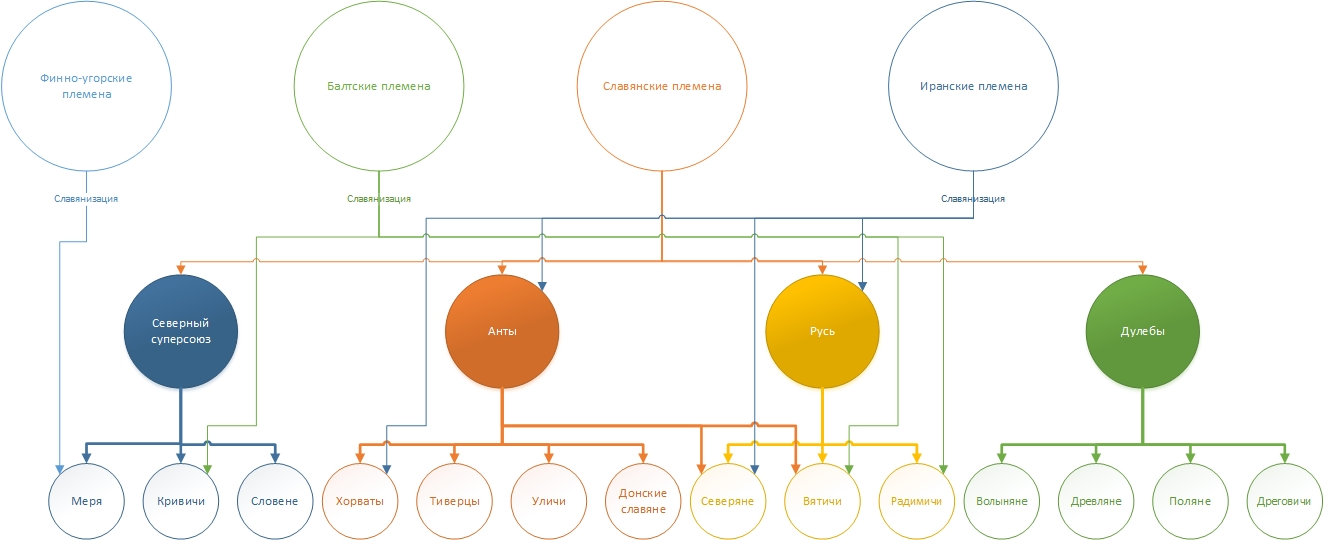
Развитие восточнославянских племён согласно концепции В. В. Седова

В 1954 году защитил кандидатскую диссертацию «Кривичи и словене», в 1967 году — докторскую диссертацию «Славяне Верхнего Поднепровья и Подвинья». Основные научные интересы учёного лежали в поле изучения этногенеза славян, финно-угров, балтов и их соседей, истории и культуры Киевской Руси.
С 1947 года участвовал во множестве археологических экспедиций (центральные, западные и северо-западные регионы России, Белоруссия), сам занимался организацией раскопок. В 1951—1952 годах проводил раскопки в Перыни под Новгородом и на основании полученных материалов выполнил реконструкцию славянского языческого святилища. В 1971 году руководимая им экспедиция начала раскопки Изборского Труворова городища.
Член редакционного совета журнала «Российская (Советская) археология», ответственный редактор ежегодника «Археологические открытия». Главный редактор (2001—2004) «Кратких сообщений Института археологии». Ответственный редактор более 80 книг по археологии. Автор более 450 научных работ.
Внёс значительный вклад в исследование этногенеза славян. Кроме того, Седов расширил представление о язычестве Древней Руси (см. языческое святилище в Перыни), убедительно интерпретировал конские черепа, лежащие под срубами новгородских построек, как остатки жертвоприношений. Отстаивал идею южной локализации Русского каганата в начале IX века, отождествляя с русами носителей волынцевских древностей и эволюционировавших на их основе роменско-боршевской и окской культур. Известен и своей многогранной издательской деятельностью.
Считал, что существовало 5 племенных союзов антов, из которых впоследствии произошли такие славянские племена, как хорваты, сербы, уличи, тиверцы и поляне.

## Оценки деятельности
Как считает О. А. Макушников, труды В. В. Седова стимулировали пересмотр сложившихся представлений об этногенезе восточных славян. При этом многие положения его концепции остаются дискуссионными и сами требуют ревизии. В. В. Пузанов отмечает, что поздние работы Седова, в которых присутствовал автохтонистский заряд, стали мишенью для его оппонентов. Как полагает А. В. Комар, при написании обзорных трудов В. В. Седов отдавал предпочтение устаревшим работам других исследователей.
По мнению А. В. Чернецова, В. В. Седов преувеличивал возможности археологии в определении этноязыковой принадлежности населения, оставившего после себя те или иные памятники. Тезис Седова о славянских корнях носителей пшеворской культуры, лежавший в основе его концепции этногенеза, не находит поддержки у современных учёных. Не подтверждается гипотеза Седова о славянском происхождении мери; весьма противоречивым оказалось отождествление носителей культуры псковских длинных курганов с летописными кривичами.

### Монографии
- Сельские поселения центральных районов Смоленской земли VIII—XV вв. М., 1960.
- Славяне Верхнего Поднепровья и Подвинья. М., 1970.
- Новгородские сопки. М., 1970.
- Длинные курганы кривичей. М., 1974.
- Происхождение и ранняя история славян. М., 1979.
- Археология СССР: Восточные славяне в VI—XIII вв. М., 1982.
- Очерки по археологии славян. М., 1992.
- Славяне в древности. М., 1994.
- Славяне в раннем Средневековье. М., 1995.
- Древнерусская народность. Историко-археологическое исследование. М., 1999.
- У истоков восточнославянской государственности. — М.: УРСС, 1999. — 144 с.
- Славяне: Историко-археологическое исследование. М., 2002.
- Изборск в раннем Средневековье. М.: Наука, 2007.

### Статьи
- Древнерусское языческое святилище в Перыни // Краткие сообщения Института истории материальной культуры. — Вып. 50. — М., 1953. — С. 92—103.
- Смоленская земля // Древнерусские княжества X—XIII вв / отв. ред. Л. Г. Бескровный. — М.: Наука, 1975. — С. 240—259.
- Некоторые ареалы архаических славянских гидронимов и археология // Перспективы развития славянской ономастики. — М.: Наука, 1980. — С. 141—147.
- Об этнической принадлежности псковских длинных курганов // Краткие сообщения Института археологии. — Вып. 166. — М.: Наука, 1981. — С. 5—11.
- Начало городов на Руси // Древнерусское государство и славяне: материалы симпозиума, посвященные 1500-летию Киева. — Минск: Наука и техника, 1983. — С. 51—54.
- Анты // Этносоциальная и политическая структура раннефеодальных славянских государств и народностей. — М.: Наука, 1987. — С. 16—22.
- Восточнославянская этноязыковая общность // Вопросы языкознания. — 1994. — № 4. — С. 3—16.
- Русский каганат IX века // Отечественная история. — 1998. — № 4. — С. 3—14.
- Русы VIII—IX вв. // Этимология. 1997—1999. — М.: Наука, 2000. — С. 146—152.
- Этногенез ранних славян // Вестник РАН. — Т. 73, № 7. — М.: Наука, 2003. — С. 594—605.
- Север Восточно-Европейской равнины в период переселения народов и в Раннем Средневековье (Предыстория северновеликорусов) // Краткие сообщения Института археологии РАН. — Вып. 218. — М.: Наука, 2005. — С. 12—23.